# UniCredit Bulbank
UniCredit Bulbank is de grootste bank van Bulgarije en onderdeel van de Italiaanse UniCredit Group.
Deze bank ontstond in 2007 na een fusie van drie banken uit de UniCredit Group: Bulbank, Biochim en Hebros Bank.
Daarvan werd de Bulbank in 1964 opgericht als volledige staatsbank met de naam Bulgarian Foreign Trade Bank (BFTB).